# Typologie biblique

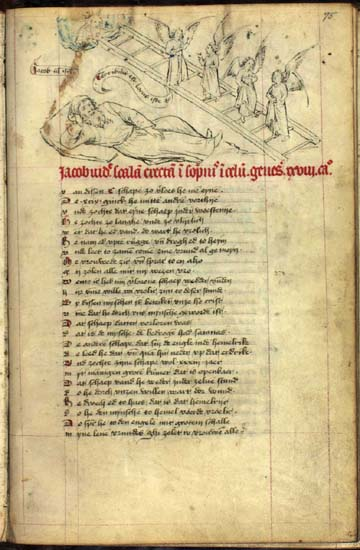
L'échelle de Jacob dans le Speculum Humanae Salvationis, v. 1430, préfigurant l'Ascension dans l'interprétation chrétienne.

La typologie biblique (du grec tupos, archétype, modèle) est une doctrine de la théologie chrétienne qui opère un rapprochement entre une personne ou un événement de l'Ancien Testament avec un personnage ou un événement du Nouveau Testament.
L'interprétation typologique est explicitée dans le Nouveau Testament lui-même, et pour cette raison, est admis depuis toujours dans le christianisme, sans être exclusif d'autres principes interprétatifs.
Cette méthode d'herméneutique biblique relève de l'apologétique chrétienne. Elle consiste à définir ce qui, dans l'Ancien Testament, est annoncé, afin de s'accomplir pleinement dans le Nouveau Testament. Ces événements et ces personnages sont alors considérés comme des « préfigurations ».
Le figurisme désigne des développements propres au catholicisme.

## Principes
L'interprétation typologique se développe selon deux principes différents. Le premier est strictement biblique, le second vient d'influences philosophiques hellénistiques.
1. Pour la pensée chrétienne, l'Ancien Testament est une « figure (typos) », une annonce figurée, du Nouveau Testament. Pensée qui s'appuie sur la conception d'un unique plan divin se déroulant dans l'histoire, ce qui est en germe dans l'Ancien Testament s'« accomplissant » dans le Nouveau[2]. Ainsi le déluge est le typos du baptême, le baptême est anti-typos du déluge[3].
2. De même dans la pensée antique, ce que nous vivons a un « modèle (typos) » dans la sphère du divin, de toute éternité. Cette conception aussi est attestée dans le Nouveau Testament[4]. L'influence massive du platonisme sur le premier millénaire chrétien favorisera ce modèle. C'est cette méthode symbolico-allégorique que les théologiens de l'École théologique d'Alexandrie développèrent.

## Origines
La typologie est à l'origine de ce que l'on appelle l'allégorie médiévale. Elle remonte aux premiers temps de l'Église primitive : c'est une façon de réconcilier les ruptures entre la Bible hébraïque (l'Ancien Testament) et le Nouveau Testament. Les chrétiens étudiaient ces deux parties de la Révélation, et elles avaient pour eux une valeur similaire, mais l'Ancien testament leur posait des problèmes ; c'est le cas, par exemple, des lois juives sur la Cacherouth (les prescriptions alimentaires).
L'Ancien Testament était vu en certains endroits non pas comme un récit littéral, mais comme une allégorie ou une préfiguration des événements du Nouveau Testament. Certains événements de l'Ancien Testament étaient vus comme une préfiguration de la vie du Christ. Le nom technique pour discerner le Nouveau Testament dans l'Ancien est la typologie.
Un bon aperçu de ce mode de pensée est donné par Paul dans l'Épître aux Colossiens 2, 16-17 : « Toutefois, ne laissez personne vous juger sur ce que vous buvez ou mangez, ou en raison du respect de fêtes religieuses, la célébration de la Nouvelle Lune ou des Shabbats. Ce sont des empreintes de choses à venir ; la réalité est à trouver dans le Christ ».

## La typologie chez les Pères
Le développement de cette approche de la Bible hébraïque était influencée par la pensée des juifs hellénistiques d'Alexandrie, où Philon et d'autres la considérait comme essentiellement allégorique, en se fondant sur la pensée de Platon. Le système fut christianisé par Origène, et répandu par de grandes figures comme Hilaire de Poitiers et Ambroise de Milan.
Augustin pensait souvent à l'enseignement d'Ambroise[réf. nécessaire] « la lettre tue mais l'esprit donne la vie » et à son tour fut un partisan très influent de ce système, même s'il insista également sur la vérité littérale historique de la Bible. Isidore de Séville et Raban Maur, dans leur travail de compilation et de synthèse du savoir antérieur, établirent les interprétations standardisées des correspondances et leurs significations.
L'historien de l'Antiquité Henri-Irénée Marrou, dans son essai Décadence romaine ou Antiquité tardive ?, présente brièvement cette typologie des Pères de l'Église : « Cette façon, au premier abord si déconcertante pour nous, de repenser l'histoire a de fait nourri tout un secteur très important de la réflexion des Pères de l'Église sur les textes de la Bible : c'est l'aspect de l'exégèse spirituelle qu'on désigne proprement par le terme de typologie – "type" et "antitype" sont des expressions empruntées au Nouveau Testament qui désignent, tour à tour selon les cas, les deux épisodes historiques qui se correspondent comme la préfiguration et l'accomplissement ; la typologie s'oppose à l'allégorie au sens étroit du mot, en tant que celle-ci met en parallèle des mots et des choses – ainsi chez les païens interprétant Homère, des mythes et des thèses philosophiques – et non, comme dans la typologie chrétienne, des événements historiques bien réels, mis en rapport avec d'autres faits historiques, "discernant, sous une histoire vraie, une histoire plus vraie encore" ».

## Exemples de typologie

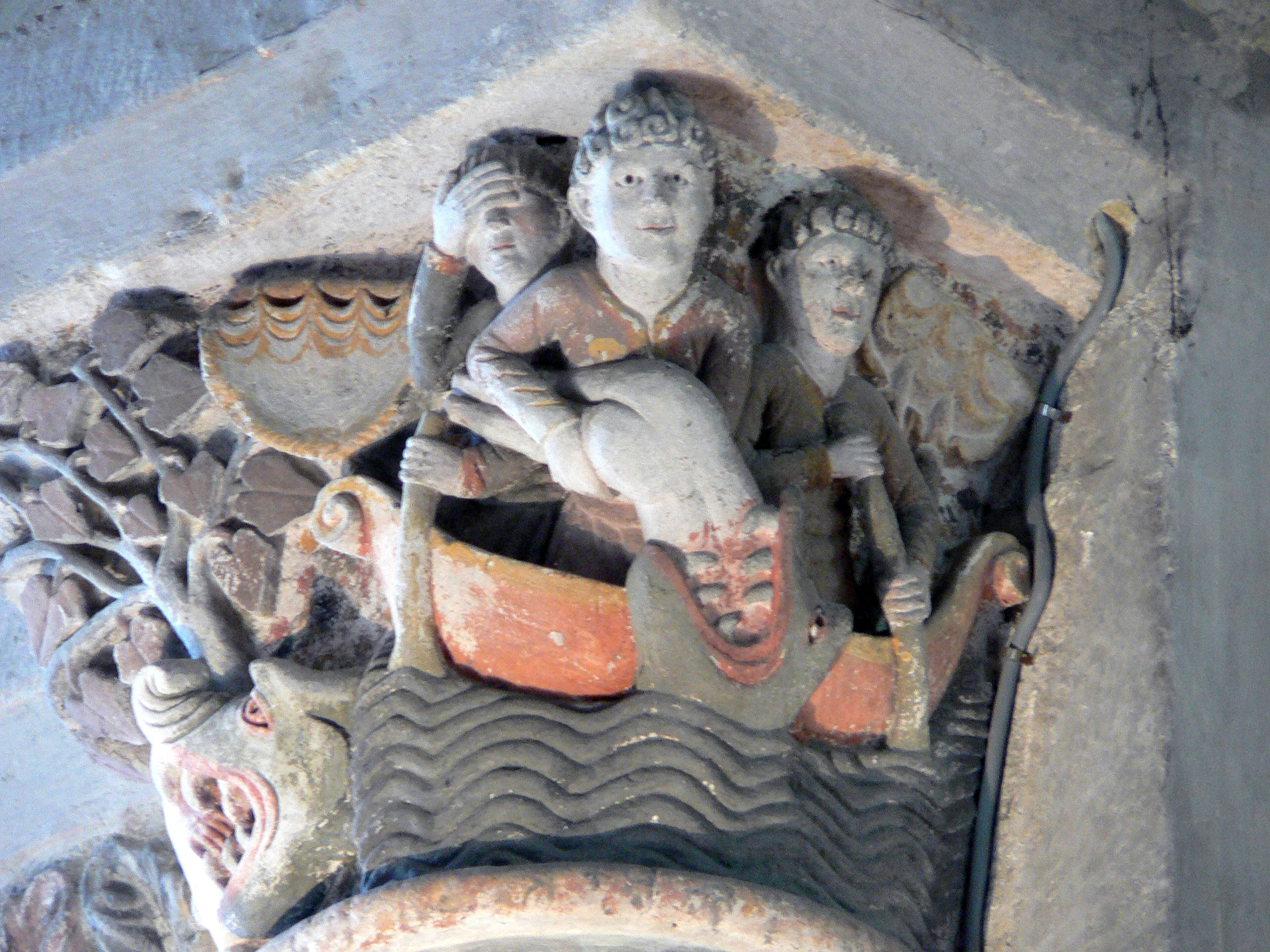
Jonas avalé par la baleine.
Chapiteau du XIIe siècle de la nef de l'abbatiale de Mozac

- L'histoire du prophète hébreu Jonas, dans le livre de l'Ancien Testament qui porte son nom. L'interprétation allégorique médiévale de cette histoire voit en elle la préfiguration la mise au tombeau et la résurrection du Christ, l'estomac de la baleine étant le tombeau[9]. De fait, Jonas nommait le ventre de la Baleine "Shéol", la terre des morts. Ainsi, chaque fois que l'on trouve une allusion à Jonas dans l'art ou la littérature médiévale, c'est généralement une allégorie de la mise au tombeau puis de la résurrection du Christ.
- Au désert, Moïse mit un serpent de bronze sur un bâton afin que toute personne mordue par un serpent soit guérie en regardant[10]. Jésus proclamait que le serpent l'annonçait, car « de même que le serpent de bronze fut élevé par Moïse dans le désert, ainsi faut-il que le Fils de l'homme soit élevé » (Jean 3, 14) et « Celui qui n'a pas connu le péché, Dieu l'a pour nous identifié au péché des hommes, afin que, grâce à lui, nous soyons identifiés à la justice de Dieu »[11].

## Figurisme
Le mot, dérivé du français « figure », vient du latin figura traduction du grec biblique typos (τύπος). Ainsi, le figurisme est spécifique aux théologies en langue latine, c'est-à-dire essentiellement le Catholicisme, tandis que la typologie est le terme général car le Nouveau Testament est écrit en grec.

### Le figurisme des Jésuites en Chine
Au XVIIe siècle, un courant de pensée jésuite s'appuyant sur le « figurisme » s'est constitué, au sein de la Mission jésuite en Chine. Il est l'un des éléments importants de la célèbre Querelle des Rites entre 1611 et 1742. Ce courant, animé par le père Joachim Bouvet prend comme hypothèse que les classiques chinois, comme le Yijing (Classique des Mutations) comprennent des traces de la tradition primitive du christianisme, sous forme d'allégories ou de symboles, établissant une parenté entre les textes confucéens et la sainte Écriture.

### Le figurisme janséniste
Le figurisme janséniste, est particulier car il a transposé à son époque les principes de la typologie biblique afin de justifier une rénovation de l'Église catholique, alors que la vision classique n'utilise le figurisme que pour justifier une rénovation du culte hébraïque.
En première approximation, le figurisme janséniste est un mode d'interprétation des Saintes Écritures poussé jusqu'à son paroxysme, dans le cadre général de la multiplicité des sens que peuvent prendre ces mêmes Écritures.
La pratique du figurisme est ancienne. Cependant le mot lui-même n'est formellement attesté qu'en 1729, sous la plume de l'abbé Débonnaire « ardent défenseur des partisans de Port-Royal ». Le terme est donc lié au jansénisme dès ses origines, même si par la suite (par exemple dans le domaine de l'art) il peut désigner une réalité complètement indépendante.

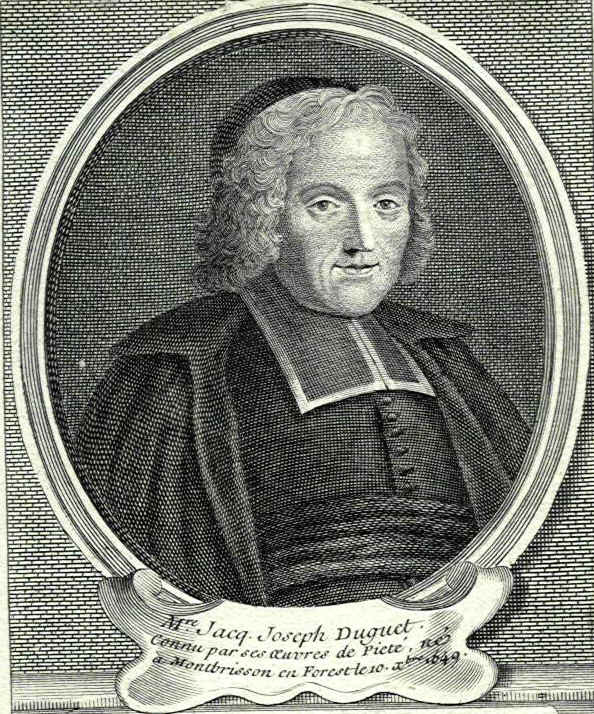
Jacques Joseph Duguet. Gravure anonyme du XVIIIe siècle.

Pour Hervé Savon, c'est avec les Règles pour l'intelligence des Saintes Écritures publiées à Paris en 1716, sans doute par l'abbé Duguet en collaboration avec Jacques-Vincent Bidal d'Asfeld, que les jansénistes ont trouvé les références exégétiques qu'ils recherchaient. L'abbé Duguet se plaçait résolument dans la filiation des Pères de l'Église pour soutenir l'explication allégorique de l'Ancien Testament. Il prend résolument partie contre l'exégèse critique de l'oratorien Richard Simon qui avait fait paraître en 1685, son maître ouvrage Histoire critique du vieux testament en Hollande, déclenchant la fureur d'Arnauld.
En fait, puisque l'on a du mal à définir le jansénisme lui-même, à plus forte raison est-il difficile de définir le figurisme janséniste. Sur l'interprétation de l'Écriture, les jansénistes n'étaient pas unifiés, et parfois en opposition les uns avec les autres. Toujours sur la défensive, ils n'ont pas eu le loisir d'asseoir une théorie de l'interprétation biblique qui leur serait propre. Il existe toutefois une sensibilité commune, des manières de faire, dont il est possible de déterminer quelques traits caractéristiques :

« Nous en trouvons [du figurisme] une formulation commode — à titre de définition provisoire — chez un représentant de la deuxième génération figuriste, Nicolas Legros, ancien chanoine de Reims, réfugié en Hollande depuis 1726. Être figuriste, selon Legros, c'est sentir que le triste état où se trouve l'Église nécessite un remède extraordinaire : « la future conversion des Juifs » et « la venue d'Élie » qui en sera le prélude ; c'est aussi faire sienne « la doctrine commune des saints Pères et Théologiens sur l'obligation de chercher Jésus-Christ et l'Église dans toutes les Écritures de l'Ancien comme du Nouveau Testament ». À ce tableau, Legros ajoute […] : être figuriste, c'est « applaudir aux vues de M. Duguet sur l'Écriture ». »

Dans la perspective de ce figurisme, les événements de celui qui pratique cette lecture sont lus comme une reproduction de l'histoire biblique et évangélique. Plus qu'un interprétation des Saintes Écritures, c'est la vie du lecteur qui est interprétée ainsi.
Ainsi l'abbé Duguet, au séminaire parisien de Saint-Magloire, développe une interprétation des vicissitudes des jansénistes fondée sur les écrits de la Bible, et principalement sur ceux de l'Apocalypse de Jean.
À sa suite, l'abbé d'Étemare et Louis Basile Carré de Montgeron multiplient les écrits liant les persécutions des jansénistes appelants et des convulsionnaires aux épisodes tragiques de la Bible. Comparant leur sort à celui des premiers chrétiens persécutés, ils favorisent une analogie qui se retrouve fortement dans les actions des convulsionnaires, qui prennent des noms bibliques, représentent dans leurs séances de convulsions des épisodes des Écritures, etc.
Le figurisme touche également le clergé jansénisant au moment de la Révolution française. Certains, comme l'abbé Grégoire, ont tendance à voir dans la Révolution un accomplissement des écrits bibliques.

## La typologie dans l'art

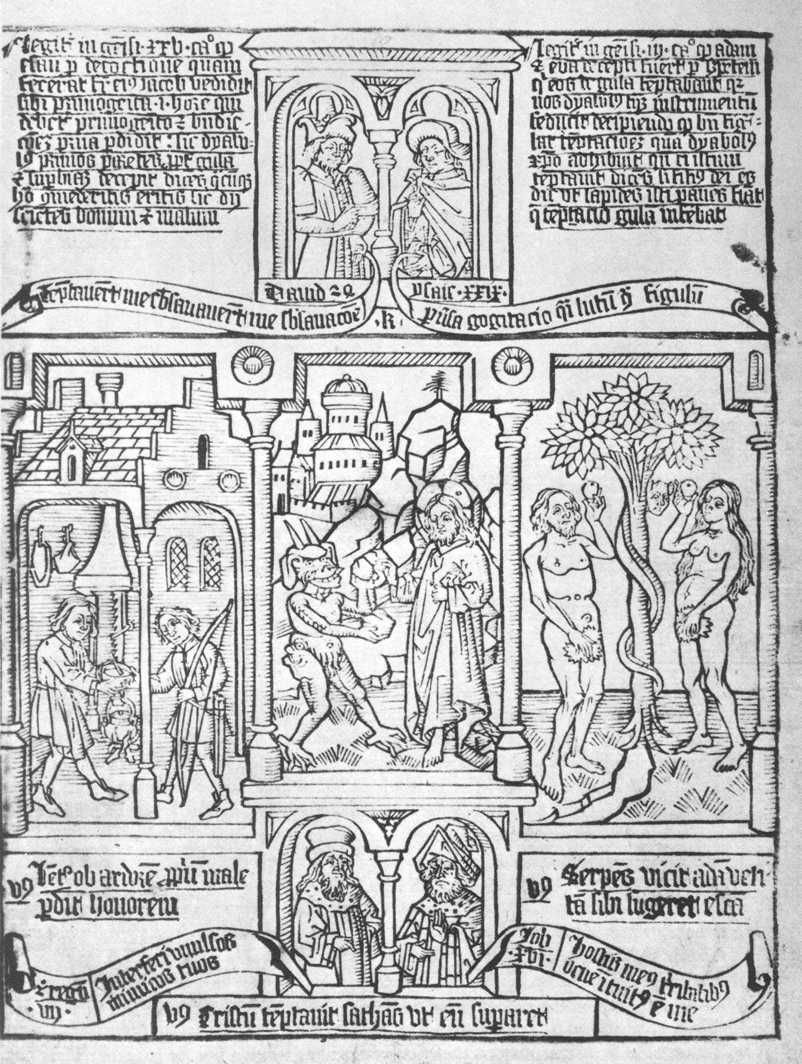
Biblia pauperum, ex. allemand ca 1470

La typologie était fréquemment exprimée dans les arts ; beaucoup d'appariements typologiques sont remarqués dans la sculpture des cathédrales et des églises, et sur d'autres supports. Des œuvres illustrées populaires mettant en scène des paires typologiques furent parmi les ouvrages les plus répandus au Moyen Âge tardif, comme les manuscrits illuminés, et les incunables.
Les deux compilations les plus connues étaient le Speculum humanae salvationis et le Biblia pauperum, de Nicolas de Hanapes.